# 达达根杰
达达根杰（Dataganj），是印度北方邦Budaun县的一个城镇。总人口21672（2001年）。

## 人口
该地2001年总人口21672人，其中男性11584人，女性10088人；0—6岁人口4336人，其中男2312人，女2024人；识字率49.56%，其中男性为56.99%，女性为41.02%。